# Zweites Infanterie-Regiment „Landgraf Wilhelm von Hessen“
Das Zweite Infanterie-Regiment „Landgraf Wilhelm von Hessen“ war ein militärischer Verband des Kurfürstentums Hessen, der bis zur Annexion Kurhessens durch Preußen im Jahr 1866 bestand. Die übernommenen Offiziere und Mannschaften bildeten den Stamm des 2. Kurhessischen Infanterie-Regiments Nr. 82 der Preußischen Armee.

## Stammdaten

### I. Bataillon
Im Jahr 1687 wurde für den Prinzen Carl von Hessen ein Regiment unter dem Oberstleutnant George Dümont (1650–1705) errichtet. In der Folgezeit führte es den Namen des jeweiligen Regimentschefs:
- 1687 „Prinz Carl von Hessen“
- 1701 „Prinz Wilhelm“ Regiment (Tausch mit II. Bataillon)
- 1705 Regiment „von Wilke“
- 1709 Regiment „von Dönhof“
- 1723 Regiment „von Löwenstein“
- 1733 Regiment „von Donop“
- 1748 „Prinz Isenburg“
- 1759 Regiment „von Bischhausen“
- 1762 Regiment „von Wilke“
- 1764 Regiment „von Donop“
- 1785 Regiment „von Knyphausen“
- 1788 Regiment „von Hanstein“

### Chefs
- 1687 Prinz Karl von Hessen
- 1701 Prinz Wilhelm
- 1705 Generalmajor Ernst Ludwig von Wilcke (später sächsische Dienste)
- 1709 Oberst Graf Alexander von Dönhoff (später preußische Dienste)
- 1723 Oberst Alexander Franz von Löwenstein († 1732)[2]
- 1733 Oberst August Moritz von Donop, Generaladjutant (später Generalleutnant)
- 1748 Prinz Johann Casimir von Isenburg-Birstein (gefallen bei Bergen)
- 1759 Oberst Johann Adam Ferdinand von Bischhausen (Generalmajor)
- 1762 Generalmajor Ernst Heinrich von Wilke
- 1764 Generalmajor Wilhelm Heinrich August von Donop
- 1784 Generalleutnant Wilhelm zu Innhausen und Knyphausen
- 1788 Oberst Karl Erdmann von Hanstein

### Kommandeure
- 1687 Oberstleutnant George Dümont (später Generalmajor)
- 1705 Generalmajor von Wilke (später Chef)

### Gefechtskalender
Im Jahr 1687 und 1688 (Pfälzischer Erbfolgekrieg) kämpfte das Bataillon bei der Eroberung von Ath, der Belagerung von Negroponte. Von 1689 bis zum Frieden von Ryswick nahm es an den Feldzügen am Rhein, an der Mosel und in den Niederlanden teil. 1692 nahm er an der Verteidigung von Rheinfels teil.
Von 1702 bis zum Frieden von Utrecht kämpfte es in den Feldzügen des Spanischen Erbfolgekrieges in den Niederlanden, am Rhein, in Bayern und Italien.
Es war von 1741 bis zum Aachener Frieden im Österreichischen Erbfolgekrieg im Einsatz. Es kämpfte in Brabant, in Bayern, am Rhein und in Schottland. Im Siebenjährigen Krieg kam er 1756 nach England und dann zur alliierten Armee nach Deutschland, wo es auch an der Expedition nach Sachsen teilnahm.
Von 1776 bis 1783 kämpfte es im englischen Sold im Amerikanischen Unabhängigkeitskrieg.

## II. Bataillon
Das Bataillon wurde im Jahr 1684 als Regiment „Hanstein“ errichtet und führte in der Folgezeit die Namen der jeweiligen Regimentschefs:
- 1684 Regiment „von Hanstein“
- 1690 „Prinz Wilhelms“ Regiment zu Fuß
- 1698 „Prinz Wilhelm“ Bataillon
- 1701 „Prinz Carls“ Bataillon (später „Prinz Carls“ Regiment)
- 1703 „Prinz Leopold“
- 1705 „Prinz Ludwig“
- 1706 „Prinz Maximilian“
- 1753 „Fürstenberg“
- 1759 „Gilsa“
- 1760 Füsilier-Regiment „Gilsa“
- 1765 Füsilier-Regiment „Knyphausen“
- 1784 Füsilier-Regiment „Donop“

### Chefs
- 1684 Oberst Dietrich von Hanstein,
- 1690 Prinz Wilhelm (Landgraf Wilhelm VIII)
- 1701 Prinz Karl von Hessen (Sohn von Landgraf Carl)
- 1703 Prinz Leopold
- 1706 Prinz Maximilian (Reichs-Feldmarschall)
- 1753 B. W. von Fürstenberg (Generalmajor, später in kursächsischen Dienste)
- 1759 Generalleutnant Eitel von und zu Gilsa
- 1765 Generalmajor Wilhelm zu Innhausen und Knyphausen
- 1784 Generalleutnant Wilhelm Heinrich August von Donop (später Gouverneur von Ziegenhain)

### Kommandeure
- 1690 Oberstleutnant Alexandre (Rolaz) du Rosey (1651–1706), Gouverneur der Festung Ziegenhain[3]
- 1690 Oberst Swildens
- 1697 Oberst von Blixencron, Generaladjutant
- 1703 Oberst Wilhelm von der Malsburg (Generalmajor)
- 1712 Oberstleutnant Lebrecht Ferdinand von Oeppen (später Generalleutnant)
- 1717 Oberst Gottfried Ernst von Wuttgenau
- 1721 Oberst von Seyverbitz
- 1735 Oberst Wolff von Gudenberg
- 1738 Oberst von Merlan († 1748)
- 1744 Oberst Heinrich Wilhelm von Wutginau
- 1749 Oberst von Stein
- 1784 Oberst Heinrich von Borck[4]

### Gefechtskalender
Von 1685 bis 1688 waren zwei Kompanien des Bataillons zu dem Kontingent der Oberrheinischen Kreistruppen für den Feldzug nach Ungarn abkommandiert. Von 1869 bis zum Frieden von Ryswick kämpfte es am Rhein, an der Mosel und in den Niederlanden. 1692 kämpfte es bei der Verteidigung der Festung Rheinfels. Von 1702 bis zum Frieden von Utrecht war es in den Niederlanden und am Rhein. In der Schlacht bei Ramillies erbeutete es die Leibfahne des französischen Schweizer-Regiment Villiers.
Im Jahr 1717 kämpfte es in Ungarn gegen die Türken. Es zeichnete sich bei der Belagerung von Belgrad aus. 1718 marschierte es nach Sizilien. Dort kämpfte es 1719 bei Francavilla, Castiglione, Palermo und Messina. 1734/35 war es bei den Feldzügen am Rhein und der Mosel. Von 1741 bis zum Aachener Frieden kämpfte es in Brabant, in Bayern, am Rhein und in Schottland.
Während des Siebenjährigen Krieges war es 1756 in England und dann bei der alliierten Armee in Deutschland. Von 1776 bis 1783 war es nach Amerika verschifft. Es kämpfte in Flatbush, Whiteplain und Fort Washington.

## 2. Infanterie-Regiment „Landgraf Wilhelm von Hessen“
Im Jahr 1789 wurden die Regimenter „Donop“ und „Hanstein“ zusammengelegt. Im Jahr 1795 wurde aus zwei Grenadier- und aus zwei Musketier-Kompanien der beiden Bataillone ein III. Bataillon errichtet. Das Regiment formierte sich in ein Grenadier- und zwei Musketier-Bataillone. Es führte in der Folgezeit die Namen der Regimentschefs und bestand bis zum 1. November 1806:
- 1789 „Hanstein“
- 1789 „von Kospoth“
- 1801 „Biesenrodt“
- 1805 „Kurprinz“

Im Jahr 1809 wurde ein Bataillon „Kurprinz“ in Böhmen neuerrichtet und nach Ende des Fünften Koalitionskrieges wieder aufgelöst.
1813 wurde das Regiment „Kurprinz“ mit zwei Grenadierkompanien sowie zwei Musketier- und einem Füsilier-Bataillon (jeweils zu vier Kompanien) wieder errichtet. Die Grenadierkompanien wurde an das Regiment „Kurfürst“ abgegeben und bildeten das Grenadier-Bataillon „von Haller“. 1816 bildeten zwei Kompanien mit zwei Füsilierkompanien des Regiments „Kurfürst“ ein Füsilier-Bataillon. Im Jahr 1817 wurde daraus des 1. Füsilier-Landwehr-Regiment.
Am 1. Mai 1821 erhielt das Regiment „Kurprinz“ den Namen Zweites Linien-Infanterie-Regiment. Es formierte sich in drei Bataillone (zwei Musketier- und ein Füsilier-Bataillon) zu jeweils vier Kompanien. Außerdem wurde zwei Füsilierkompanien dem 1. Füsilier-Landwehr-Bataillon integriert. Als Füsilier-Bataillon des Regiments wurde das bisherige I. Bataillon des Regiments „Prinz von Solms“ sowie die dritte Kompanie des Grenadier-Bataillons „von Schmidt“ sowie die dritte Kompanie des 2. Füsilier-Landwehr-Regiments integriert.
Im Jahr 1832 bekam das Regiment den Namen „Prinz von Solms“. Am 7. Dezember 1832 wurde aas Regiment in zwei Bataillone umformiert. Das Füsilier-Bataillon wurde mit der 2. Jäger-Kompanie zum 2. Schützen-Bataillon vereinigt. Nach dem Tod des Prinzen wurde das Regiment 1833 in „vacant Prinz von Solms“ umbenannt. Es hatte danach folgende Namen:
- 1835 2. Infanterie-Regiment
- 1845 2. Infanterie-Regiment (Landgraf Wilhelm)

Im Jahr 1849 wurde das Regiment um ein Landwehr-Bataillon ergänzt, 1854 wurde das Bataillon in das I. und II. Bataillon integriert.

### Gefechtskalender
Von 1793 bis zum Frieden von Basel befanden sich beide Bataillone in Flandern und Westphalen. Es zeichnete sich besonders bei der Verteidigung von Newport aus. Nach der Niederlage im Vierten Koalitionskrieg wurde es 1806 wie alle kurhessischen Truppen beurlaubt.
Während des Fünften Koalitionskrieges wurde das Bataillon „Kurprinz“ im Jahr 1809 in Böhmen neuerrichtet und in den Feldzügen in Sachsen und Bayreuth eingesetzt.
Nach dem Zusammenbruch des Königreichs Westphalen im Jahr 1813 wurde das Regiment wieder aufgestellt. Im Jahr 1814 nahm es an der Belagerung von Luxemburg, Thionville und Metz teil. Während des Feldzuges von 1815 kämpfte der Verband bei Sedan und den Belagerungen von Mézières und Givet.
Während der Märzrevolution nahm das I. Bataillon 1848/49 an der Bekämpfung des Aufstandes in Frankfurt am Main teil. Im Ersten Schleswigschen Krieg war das II. Bataillon 1849 Teil der kurhessischen Brigade und kämpfte bei Düppel sowie in Jütland.

### Chefs
- 1789 Generalmajor von Hanstein, Kommandeur beider Bataillone
- 1789 Generalleutnant Julius von Kospoth, (später Gouverneur von Kassel)
- 1801 Generalmajor von Biesenroth (später Generalleutnant)
- 1805–1821 Kurprinz Wilhelm von Hessen
- 1832 Prinz Ludwig Wilhelm von Solms-Braunfels († 1833)
- 1845 Landgraf Wilhelm

### Kommandeure
- 1805 Oberstleutnant von Melzheimer, Kommandeur beider Bataillone
- 1806 Oberst von Melzheimer
- Französische Besetzung
- 1813 Oberstleutnant von Bassewitz
- 1813 Oberstleutnant von Fließ (1815 Pour le Mérite[5], 1816 Oberst)
- 1816 Oberst Johann Heinrich von Borck (ab 1827 Kommandant von Ziegenhain)[6]
- 1827 Oberstleutnant von Hesberg
- 1827 Oberstleutnant Johann Albrecht von Bardeleben (1829 Oberst, 1831 Generalmajor)[7]
- 1831 Oberstleutnant Karl Friedrich von Lengerke (1832 Oberst, 1833 Kommandant von Hanau)[8]
- 1833 Oberst Rieß von Scheurnschloß (Generaladjutant)
- 1834 Oberstleutnant August Schirmer (mit der Führung beauftragt)
- 1835 Oberstleutnant August Schirmer
- 1843 Oberst von Bardeleben
- 1843 Oberstleutnant Wilhelm Zwirnemann (mit der Führung beauftragt)[9]
- 1845 Oberstleutnant Wilhelm Anton von Wurmb (mit der Führung beauftragt)[10]
- 1847 Oberstleutnant Achilles Arnold d’Orville (mit der Führung beauftragt)
- 1848 Oberst Johann Georg Friedrich Ernst Spangenberg
- 1848 Oberstleutnant Wilhelm von Bardeleben (mit der Führung beauftragt)
- 1849 Oberst Wilhelm von Bardeleben[11]
- 1851 Oberstleutnant Friedrich von Specht (mit der Führung beauftragt)
- 1852 Oberstleutnant Friedrich von Specht[12]
- 1852 Oberstleutnant Spiegel von und zu Peckelsheim
- 1854 Oberstleutnant Karl Rudolf Wegner (1855 Oberst, später Gouverneur von Hanau)[13]
- 1858 Oberstleutnant Carl Wilhelm Ludwig Schenk zu Schweinsberg (mit der Führung beauftragt)
- 1858 Oberst Carl Wilhelm Ludwig Schenk Schenk zu Schweinsberg[14]
- 1863 Oberst Rainier von Ende
- 1864 Oberstleutnant/Oberst Friedrich Gottfried Carl Emil Wilhelm von Osterhausen[15]